# Diocèse de Buta

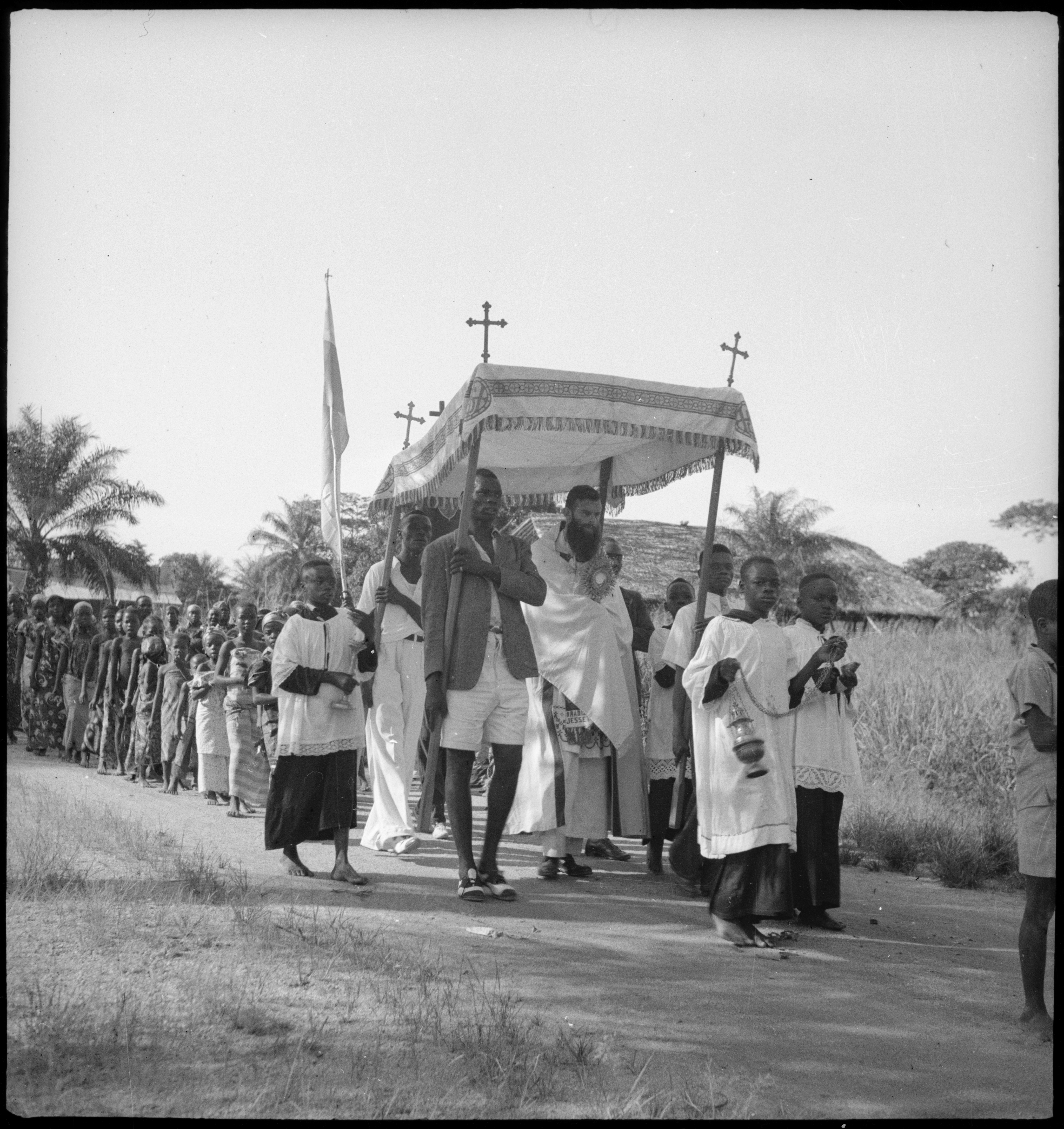
Procession au Congo Belge.

Le diocèse de Buta, en latin dioecesis butana est un diocèse de l'Église catholique en République démocratique du Congo, dans la province ecclésiastique de Kisangani.

## Histoire
- 12 mai 1898: Établi comme préfecture apostolique d'Uélé, depuis une partie du territoire du vicariat apostolique de Lépopoldville.
- 18 décembre 1911 : Cession d'une partie du territoire au profit de l'actuel diocèse de Kaduna.
- 15 avril 1924 : Élévation au rang de vicariat apostolique de l'Uélé occidental.
- 10 mars 1926 : Cession d'une partie du territoire pour l'actuel diocèse de Bondo, avec la bulle Admonet supremi du pape Pie XI
- 22 février 1937 : Cession d'une partie du territoire au profit de l'actuel diocèse de Lolo.
- 10 novembre 1959 : le vicariat apostolique est élevé au rang de diocèse par la bulle Cum parvulum du pape Jean XXIII.

## Ordinaires
- Préfets apostoliques du Uélé
  - Adrien Deckers (1898 - 1899)
  - Jérôme van Hoof (1900 - 1901)
- Préfet apostolique du Uélé occidental
  - Léon Dérikx, O. Praem. (1912 - 1924)
- Vicaires apostoliques de Buta
  - Charles Alphonse Armand Vanuytven, O. Praem. (25 avril 1924 - décembre 1952)
  - Georges Désiré Raeymaeckers, O. Praem. (4 février 1953 - 10 novembre 1959), promu évêque
- Évêques de Buta
  - Georges Désiré Raeymaeckers, O. Praem. (10 novembre 1959 - 10 octobre 1960)
  - Jacques Mbali (4 juillet 1961 - 27 septembre 1996)
    - Joseph Banga Bane (15 décembre 1995 - 27 septembre 1996), évêque coadjuteur

  - Joseph Banga Bane (27 septembre 1996 - 17 mai 2021)
    - Jean-Bertin Nadonye Ndongo, O.F.M.Cap. (17 mai 2021 - 7 juillet 2024), administrateur apostolique

  - Martin Banga Ayanyaki, O.S.A. (depuis le 15 avril 2024)

## Statistiques
| année | baptisés | population | pourcentage | prêtres (total) | prêtres séculiers | prêtres réguliers | catholiques par prêtre | diacres | religieux | religieuses | paroisses |
| ----- | -------- | ---------- | ----------- | --------------- | ----------------- | ----------------- | ---------------------- | ------- | --------- | ----------- | --------- |
| 1950  | 44 848   | 225 000    | 19,9        | 57              | 5                 | 52                | 786                    |         | 108       | 102         |           |
| 1958  | 53 575   | 224 455    | 23,9        | 62              | 9                 | 53                | 864                    |         | 6         | 18          | 17        |
| 1969  | 70 000   | 238 000    | 29,4        | 18              | 8                 | 10                | 3 888                  |         | 18        | 49          | 9         |
| 1980  | 135 278  | 288 855    | 46,8        | 21              | 12                | 9                 | 6 441                  |         | 17        | 51          | 16        |
| 1990  | 165 200  | 325 000    | 50,8        | 25              | 16                | 9                 | 6 608                  |         | 11        | 56          | 17        |
| 1995  | 189 850  | 259 000    | 73,3        | 31              | 24                | 7                 | 6 124                  |         | 9         | 53          | 17        |
| 2012  | 264 000  | 422 000    | 62,6        | 11              | 10                | 1                 | 24 000                 |         | 2         | 39          | 16        |
| 2015  | 285 000  | 455 000    | 62,6        | 8               | 8                 |                   | 35 625                 |         |           | 28          | 16        |
| 2018  | 311 000  | 497 000    | 62,6        | 9               | 9                 |                   | 34 555                 |         |           | 28          | 16        |
| 2020  | 331 270  | 528 380    | 62,7        | 9               | 9                 |                   | 36 807                 |         |           | 28          | 16        |
| 2022  | 226 000  | 392 000    | 57,7        | 10              | 6                 | 4                 | 22 600                 |         | 4         | 35          | 29        |

## Sources
- GCatholic.org
- Catholic Hierarchy